# Skaptopus brychius
Skaptopus brychius är en kräftdjursart som beskrevs av Thomas och J. L. Barnard 1983. Skaptopus brychius ingår i släktet Skaptopus och familjen Platyischnopidae. Inga underarter finns listade i Catalogue of Life.